# فيضة أم درب
فيضة أم درب هي فيضة في ناحية بصية بقضاء السلمان بمحافظة المثنى، بالبادية العراقية جنوب العراق.